# 이유 있는 건축
《이유있는 건축》은 대한민국의 MBC TV에 방송 되었던 예능 텔레비전 프로그램이다.

## 기획 의도
모든 건축물과 공간에는 다 이유가 있다!?
우리 주변 건축의 이유를 찾아 떠나는 건축 여행 건축으로 시작해 역사, 예술, 문화, 경제 등 끝없이 뻗어 나가는 지식 탐구의 향연 알면 알수록 흥미로운 시간을 초월한 공간 이야기! 국내 최초 건축 비주얼 토크쇼!

## 진행자
- 전현무
- 홍진경
- 유현준
- 박선영
- 조화성
- 박정호

## 시청률
최저 시청률과 최고 시청률은 시청률 조사회사와 지역별로 시청률에 차이가 있을 수 있습니다.
| 회차 | 방송일   | 시청률 | 비고 |
| ---- | -------- | ------ | ---- |
| 1    | 8월 14일 | 2.0%   |      |
| 2    | 8월 21일 | 2.2%   |      |
| 3    | 8월 28일 | 1.8%   |      |
| 4    | 9월 4일  | 2.3%   |      |